# Gabriella Wright
Gabriella Wright (Londres, 19 de junho de 1982) é uma atriz e modelo inglesa-francesa, mais conhecida pelo seu papel como a Rainha Claude da França na série The Tudors, Viola no filme The Perfect Husband e, recentemente, como Gina no filme Carga Explosiva: O legado.

## Início
Gabriela Wright nasceu em 19 de junho de 1982 em Stoke Newington, Londres, filha de um escultor-pintor, Paul David Wright, e de uma professor, Anne Catherine Wright. Ela se mudou para a França com os seus país quando tinha 12 anos, e obteve graduação em Literatura Inglesa e Economia Social. Currently living in Paris.

## Carreira
Em 2004, Wright interpretou o seu primeiro papel, no filme One Dollar Curry, dirigido por Vijay Singh.
Em 2007, Wright interpretou a Rainha Claude da França na série dramática e histórica The Tudors.
Em 2014, Wright apareceu na 7ª temporada da série da HBO True Blood, onde interpretou o papel de Sylvie. Naquele ano, ela também atuou no filme de terror The Perfect Husband junto com Bret Roberts e Carl Wharton, filme que foi dirigido por Lucas Pavetto.
Em 2015, a atriz apareceu no thriller de ação Carga Explosiva: o legado, cujo elenco inclui os atores Ed Skrein e Ray Stevenson. Camille Delamarre dirigiu o filme,  que foi lançado em 4 de setembro de 2015 nos EUA.
Em 2017, Wright esteve no elenco do filme Segurança em risco interpretando Ruby, filme que teve como protagonistas Antonio Banderas e Ben Kingsley.

## Vida pessoal
Gabriella Wright é casada com o produtor Thierry Klemeniuk desde 2005. O ator Sean Penn foi um dos padrinhos do seu casamento.

## Filmografia

### Filmes
| Ano  | Título                             | Personagem               | Notas          |
| ---- | ---------------------------------- | ------------------------ | -------------- |
| 2004 | Albert est méchant                 | Funcionária do banco     |                |
| 2004 | One Dollar Curry                   | Nathalie                 |                |
| 2005 | Mary                               | Gerente de Estúdio de TV |                |
| 2007 | The Last Gang                      | Daniella                 |                |
| 2007 | Eden Log                           | —                        |                |
| 2008 | Finding                            | Julie                    | Curta-metragem |
| 2009 | Tomorrow at Dawn                   | —                        |                |
| 2010 | An Organization of Dreams          | Nagra                    |                |
| 2010 | 22 Balas                           | Yasmina Telaa            |                |
| 2010 | Carnets de rêves                   | Anna                     | Curta-metragem |
| 2010 | Nomads                             | Nadia                    | TV filme       |
| 2011 | Jack of Diamonds                   | Nadia Raminez            | TV filme       |
| 2011 | Les poissons aussi rêvent de voler | Femme du train           | Curta-metragem |
| 2013 | Collision                          | Odette                   |                |
| 2014 | The Perfect Husband                | Viola                    |                |
| 2014 | Everly                             | Anna                     |                |
| 2015 | Carga Explosiva: o legado          | Gina                     |                |
| 2015 | The Alcoholist                     | Claire                   |                |
| 2015 | Septembers of Shiraz               | Farideh                  |                |
| 2015 | Cheerleader Death Squad            | Marja                    | TV filme       |
| 2017 | Segurança em risco                 | Ruby                     |                |

### Televisão
| Ano  | Título                | Personagem              | Notas       |
| ---- | --------------------- | ----------------------- | ----------- |
| 2007 | The Innocence Project | Colette Givray          | 1 episódio  |
| 2007 | The Tudors            | Rainha Claude da França | 3 episódios |
| 2011 | Rani                  | Indra                   | 3 episódios |
| 2013 | Payday                | Greta                   | 2 episódios |
| 2014 | True Blood            | Sylvie                  | 1 episódio  |
| 2016 | Arrow                 | Esrin Fortuna           | 1 episódio  |

## Liugações externas
- Gabriella Wright. no IMDb.